# Sala blanca

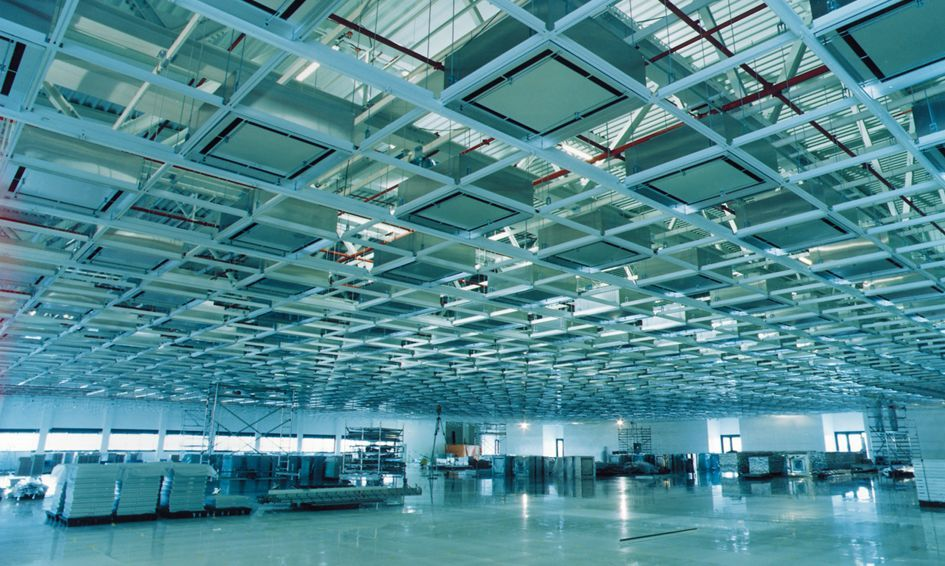
Sala blanca para la manufacturación de microelectrónica (en construcción).

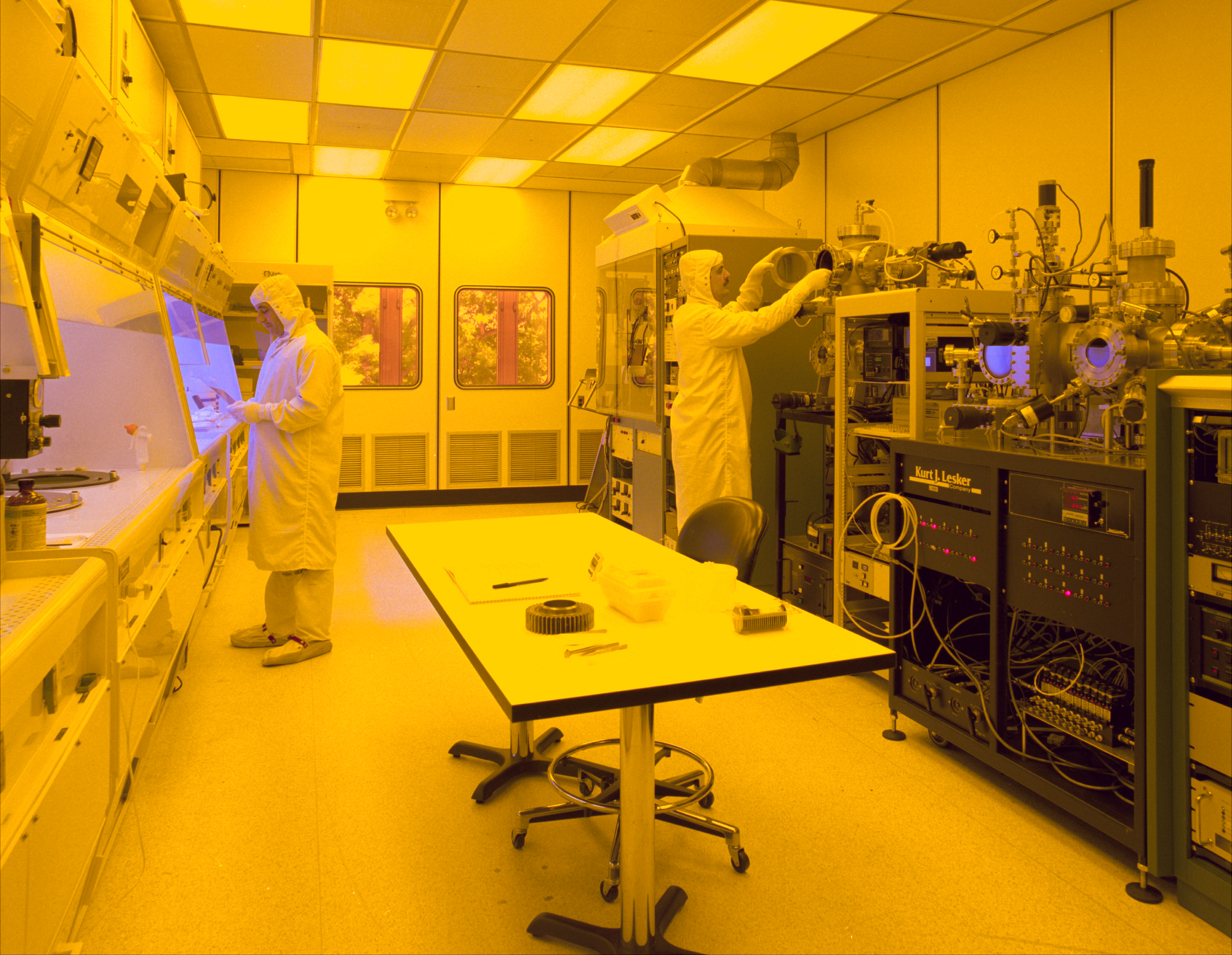
Sala blanca de la NASA

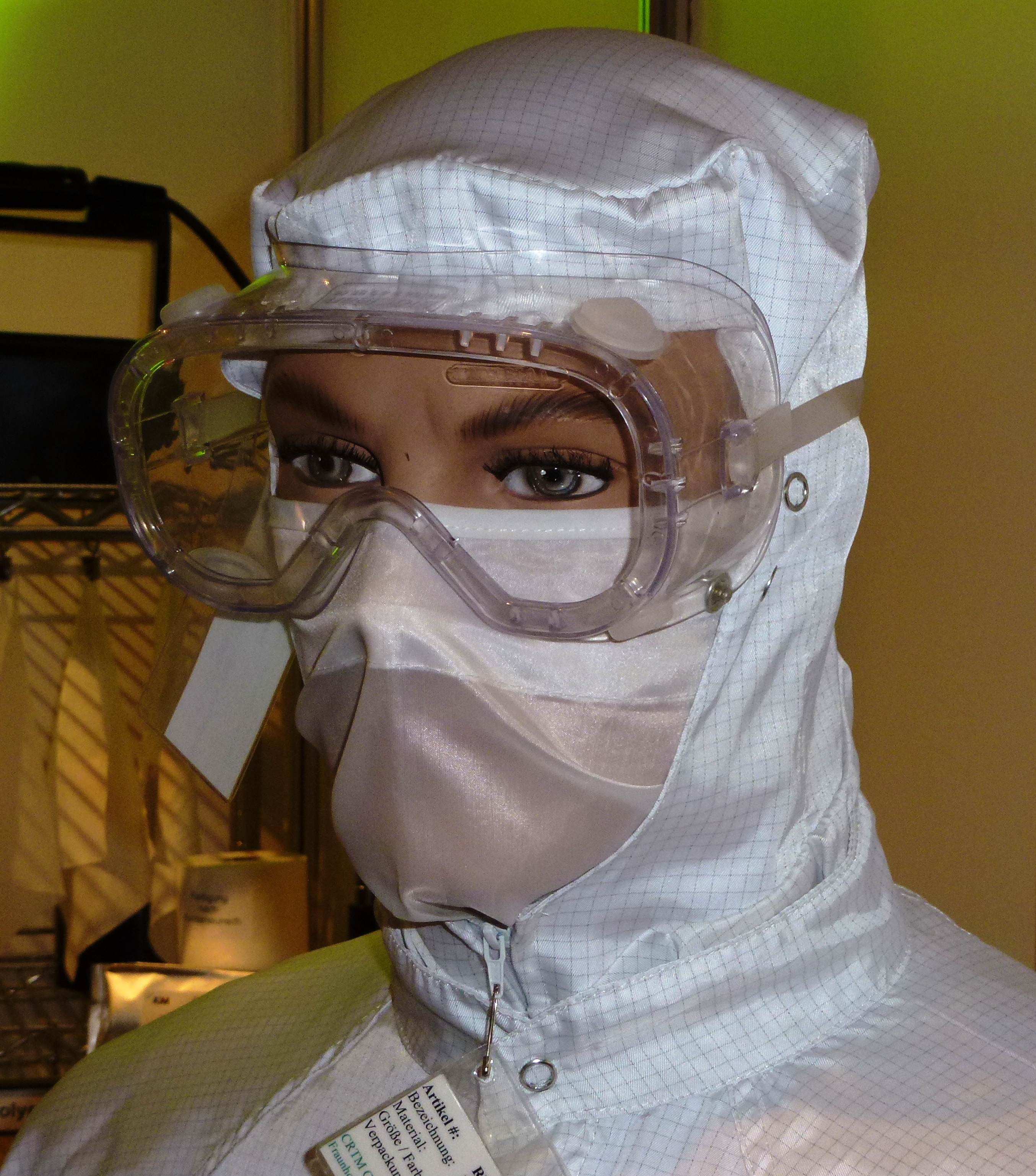
Indumentaria típica de una sala limpia

Una sala blanca (también, cuarto limpio o sala limpia; en inglés, clean room) es una sala especialmente diseñada para obtener bajos niveles de contaminación. Debe contar con los parámetros ambientales estrictamente controlados: partículas en aire, temperatura, humedad, flujo de aire, presión interior del aire, iluminación.[cita requerida]
Una de las desventajas de las salas blancas es el alto coste tanto de implementación como de operación, lo cual restringe su uso a industrias de gran escala.[cita requerida]
Una sala blanca es deseable (aunque muchas veces incosteable) para la fabricación de material quirúrgico plástico, pero en el caso de aleaciones equiatómicas y semiconductores es muchas veces necesario, ya que del control que se tenga en este material dependen todas las propiedades deseadas en su funcionamiento.[cita requerida]

## Características de la sala blanca
Algunos de los sistemas de seguridad que evitan que el material con el que se trabaje se vea contaminado por microorganismos del medio ambiente son:
- El aire que entra en el laboratorio es estéril, ya que se ha filtrado para eliminar partículas en suspensión y microorganismos. Se renueva completamente varias veces por hora, para no acumular polvo.
- Las salas se mantienen en una escala de presiones ligeramente superiores a la del exterior, de forma que, cuando se abren las puertas, el aire sale y no puede entrar aire del exterior, contaminado con microorganismos.
- Las paredes están recubiertas de vinilo y los rincones se redondean, para evitar acumulaciones de suciedad.
- Además de las paredes, las juntas deben estar siliconadas, el panel debe tener acabados lisos en ambas caras, etcétera.
- Sólo hay fregadero en la sala de validación, para evitar la entrada de microorganismos en la zona de producción.
- Los operarios deben vestirse con trajes especiales, para no llevar contaminantes ni generar partículas de polvo.
- Las esclusas mantienen las diferencias de presión entre las salas y las aíslan del exterior.
- En las salas blancas, se utilizan filtros HEPA para retener partículas.

## Principios de flujo de aire
|  |  |

En las salas blancas se mantiene el aire libre de partículas a través de filtros HEPA o ULPA, empleando los principios de flujo de aire laminar o turbulento:
- Los sistemas de flujo de aire laminar o unidireccional se emplean generalmente en el 80% del área de los techos de los cuartos limpios para mantener un procesamiento de aire constante. Se utilizan materiales como el acero inoxidable u otros no degradables para construir los filtros de aire laminar y las cubiertas para prevenir que un exceso de partículas entren al aire.
- El flujo de aire turbulento o no direccional utiliza las cubiertas de flujo de aire y los filtros de velocidad no específica para mantener el aire dentro del cuarto limpio en un movimiento constante, aunque no todo en una misma dirección. El aire tempestuoso busca atrapar las partículas que pueden estar en el aire y las conduce hacia el piso, donde entran a los filtros y dejan el ambiente del cuarto limpio.

## Clasificación y estandarización
Puede obtenerse información sobre este subtema traduciendo la subsección correspondiente en el artículo en inglés.